# Chorando se foi
«Chorando se foi», o llamada simplemente «Lambada» por su género musical, es una canción debut interpretada por la banda franco-brasileña Kaoma en 1989. El tema parte del álbum Worldbeat y se basa en la agrupación andina Los Kjarkas con la canción homónima.El caso fue ganado por Los Kjarkas quienes probaron la autoría del tema y demostraron el plagio de la agrupación brasileña, de esta forma la banda boliviana recibió una indemnización.
De ella, años después otras agrupaciones o cantantes solistas crearon derivaciones como «Taboo» de Don Omar y «On the Floor» de Jennifer Lopez con Pitbull.

## La canción original
La primera canción registrada anteriormente es «Llorando se fue» (1981), una saya afroboliviana compuesta por la agrupación boliviana Los Kjarkas, que se tradujo a 42 idiomas hacia 1990. Era parte del álbum Canto a la mujer de mi pueblo y en el lado B del disco junto a su reversa «Wa ya yay» en 1982.
La musicalización y compás rítmico bailable fue tomado de la versión en cumbia del grupo Cuarteto Continental de Alberto Maraví, que a su vez hizo una versión en tropical autorizado de dicho tema en 1984. Posteriormente se tradujo al portugués para ser versionada por Marcia Ferreira basada en la de Cuarteto Continental, la versión de Marcia fue la que se conoció primero en Brasil antes de la de Kaoma.

## Demanda internacional por plagio
El tema editado por Epic Records en el álbum WorldBeat fue una versión notoria por la importancia e influencias en los medios musicales de difusión de Sony, basándose en la versión de Marcia Ferreira. Dicha notoriedad llegó a oídos de los autores bolivianos, valiendo una demanda internacional por plagio y reparación de daños, ya que fue la versión más famosa y difundida del tema en el mundo gracias a Sony, siendo incluso tema de una película del mismo nombre. El tema alcanzó tal notoriedad que se había traducido hasta en 42 idiomas en 1990.

## Versiones y usos
- El proyecto musical francés llamado Carioca versionó la canción, obteniendo el 22º lugar en las listas francesas.[6]
- Varios artistas brasileños realizaron su versión de la canción. Fafá de Belém incluyó la suya en el álbum Aprendizes da Esperança (1985).[7] En 2005, Ivete Sangalo realizó dos versiones de la canción, una incluida en el álbum As Super Novas[8] y otra grabada en vivo incluida en Multishow ao Vivo: Ivete no Maracanã del 2007.[9]
- En 2009, el DJ y productor holandés Gregor Salto grabó su versión titulada «Lambada 3000» en la que aparece acreditado junto a Kaoma. Ocupó el número 12 del Dutch Top 40.[10]
- En 2011, el reggaetonero estadounidense de ascendencia afroamericana Don Omar grabó su versión en español titulada «Taboo» incluida en el álbum Meet The Orphans (2011) y escuchada en la película Fast Five.
- Los reggaetoneros de Puerto Rico Wisin & Yandel usaron parte del sample en su canción "Pam Pam" (2006).
- Jennifer Lopez incluyó elementos de la canción en su sencillo «On the Floor» en colaboración con el cubano Pitbull. Esta forma parte del álbum Love? (2011).

## Formatos y canciones
Sencillo en 7"
1. "Lambada" – 3:28
2. "Lambada" (instrumental) – 3:48

12" maxi
A1. "Lambada" (versión extendida) – 6:44
A2. "Lambada" (dub mix) – 4:28
B1. "Lambada" (club mix) – 6:27
A2. "Lambada" (7" Dance Version) – 3:21

## Posiciones y certificaciones
| Lista          | Chart (1989–90)               | Posición más alta |
| -------------- | ----------------------------- | ----------------- |
| Alemania       | German Singles Chart          | 1                 |
| Australia      | ARIA Singles Chart            | 5                 |
| Austria        | Austrian Singles Chart        | 1                 |
| Bélgica        | Belgian Singles Chart         | 1                 |
| Canadá         | RPM Top Singles               | 78                |
| España         | AFYVE                         | 1                 |
| Estados Unidos | Billboard Hot 100             | 46                |
| Estados Unidos | Billboard Hot Latin Tracks    | 1                 |
| Estados Unidos | Billboard Hot Dance Club Play | 21                |
| Europa         | Eurochart Hot 100 Singles     | 1                 |
| Francia        | SNEP Singles Chart            | 1                 |
| Irlanda        | Irish Singles Chart           | 4                 |
| Italia         | Italian Singles Chart         | 1                 |
| Japón          | Oricon Weekly Singles Chart   | 12                |
| Noruega        | Norwegian Singles Chart       | 1                 |
| Nueva Zelanda  | RIANZ Singles Chart           | 10                |
| Países Bajos   | Dutch Top 40                  | 1                 |
| Reino Unido    | UK Singles Chart              | 4                 |
| Suecia         | Swedish Singles Chart         | 1                 |
| Suiza          | Swiss Singles Chart           | 1                 |

| Chart (1989) | Posición |
| ------------ | -------- |
| Australia    | 3        |
| Francia      | 1        |
| Suiza        | 4        |
| Chart (1990) | Posición |
| Australia    | 24       |

### Certificaciones y ventas
| País         | Certificación | Fecha                 | Ventas certificadas | Ventas reales | Ref.   |
| ------------ | ------------- | --------------------- | ------------------- | ------------- | ------ |
| Alemania     | 2× Platino    | 1989                  | 1 000               |               | [ 24 ] |
| Canadá       | Oro           | 28 de febrero de 1990 | 50 000              |               | [ 25 ] |
| Francia      | Platino       | 1989                  | 300 000             | 1 735 000     | [ 27 ] |
| Japón        | Platino       | 1989                  | 100 000             | 265 920       |        |
| Países Bajos | Platino       | 1989                  | 60 000              |               | [ 28 ] |
| Reino Unido  | Oro           | 1 de febrero de 1990  | 400 000             |               | [ 29 ] |
| Suecia       | Oro           | 9 de enero de 1990    | 10 000              |               | [ 30 ] |
| Suiza        | Oro           | 1989                  | 15 000              |               | [ 31 ] |

### Sucesión en listas
| Anterior: «Batdance» de Prince                                | Swiss Singles Chart — Sencillo Nro 1 27 de agosto de 1989 — 26 de noviembre de 1989     | Siguiente: «Girl I'm Gonna Miss You» de Milli Vanilli          |
| Anterior: «The Look» de Roxette                               | AFYVE — Sencillo Nro 1 2 de septiembre de 1989 — 1 de diciembre de 1989                 | Siguiente: «Swing the Mood» de Jive Bunny and the Mastermixers |
| Anterior: «French Kiss» de Lil Louis                          | Dutch Top 40 — Sencillo Nro 1 30 de septiembre de 1989 — 14 de octubre de 1989          | Siguiente: «Girl I'm Gonna Miss You» de Milli Vanilli          |
| Anterior: «Swing the Mood» de Jive Bunny and the Mastermixers | Eurochart Hot 100 — Sencillo Nro 1 23 de septiembre de 1989 — 30 de diciembre de 1989   | Siguiente: «Another Day in Paradise» de Phil Collins           |
| Anterior: «La cima del cielo» de Ricardo Montaner             | Billboard Hot Latin Tracks — Sencillo Nro 1 10 de febrero de 1990 — 24 de marzo de 1990 | Siguiente: «Abre las ventanas al amor» de Roberto Carlos       |